# Betty en NY
A Betty en NY egy 2019-es amerikai telenovella, amit a Telemundo készített. Főszereplői: Elyfer Torres, Erick Elías, Sabrina Seara, Aarón Díaz, Héctor Suárez Gomís, César Bono, Alma Delfina, Jeimy Osorio, Sylvia Sáenz és Saúl Lisazo.

## Főszereplők
| Színész(nő)         | Szerepnév                     |
| ------------------- | ----------------------------- |
| Elyfer Torres       | Beatriz "Betty" Aurora Rincón |
| Erick Elías         | Armando Mendoza               |
| Sabrina Seara       | Marcela Valencia              |
| Aarón Díaz          | Ricardo Calderón              |
| Héctor Suárez Gomís | Hugo Lombardi                 |
| César Bono          | Demetrio Rincón               |
| Alma Delfina        | Julia Lozano de Rincón        |
| Jeimy Osorio        | Mariana González              |
| Sylvia Sáenz        | Patricia Fernández            |